# Sunstate Airlines
Sunstate Airlines est une filiale de Qantas qui assure des vols régionaux sous la bannière QantasLink dans tout le Queensland, et entre Brisbane et Canberra. Son siège social se trouve à Bowen Hills, Brisbane.